# Länsväg 342
Länsväg 342 är en primär länsväg i Strömsunds kommun (Ströms, Alanäs och Frostvikens socknar) i Jämtlands län i norra Sverige som går mellan Strömsund och norska gränsen vid Framnäs. Vägen är 140 kilometer lång och asfalterad. Den passerar bland annat genom Alanäset, Lidsjöberg och Gäddede.

## Anslutningar
Länsväg 342 ansluter till:
- Europaväg 45 (vid Strömsund)
- Fylkesväg 74 i Norge (vid Framnäs)

## Historia
Vägen fick nummer 342 på 1940-talet då vägnummer infördes i Sverige. På sträckan Strömsund–Alanäs ändrades sträckningen på tidigt 1980-tal. Innan dess gick 342:an förbi Flåsjöns södra spets.